# Rivière Blondeau (lac Chibougamau)
Pour les articles homonymes, voir Rivière Blondeau et Blondeau.
La rivière Blondeau est un affluent de la Rivière Oreille, coulant entièrement dans la ville de Chibougamau, en Jamésie, dans la région administrative du Nord-du-Québec, dans la province de Québec, au Canada.
Le cours de la rivière coule entièrement dans le canton de Roy.
Le bassin versant de la rivière Blondeau est une route forestière (sens Est-Ouest) desservant le côté Nord du lac Chibougamau ; cette dernière est reliée à la route 167 qui dessert aussi le côté Sud du lac Waconichi et de la rivière Waconichi. Cette dernière route vient de Chibougamau, remontant vers le Nord-Est jusqu'à la partie Sud-Est du lac Mistassini.

## Géographie
Les principaux bassins versants voisins de la rivière Blondeau sont :
- côté nord : rivière Natevier, lac Waconichi, lac Mistassini (baie du Poste), rivière Barlow ;
- côté est : rivière Nepton, rivière Nepton Nord, rivière France, rivière Boisvert, rivière du Chef, rivière Chonard ;
- côté sud : lac Chibougamau, rivière Armitage, rivière Énard ;
- côté ouest : rivière Natevier, rivière Chibougamau, lac Chevrillon.

La rivière Blondeau prend sa source à l'embouchure du lac Blondeau (altitude : 402 m) dans le canton de Roy. Cette source est située nord-est du centre-ville de Chibougamau.
À partir de l'embouchure du lac Blondeau, la rivière Blondeau coule sur environ 1 km, selon les segments suivants :
- vers l'est dans le canton de Roy, jusqu'à la confluence de la rivière Oreille[1].

La rivière Blondeau se déverse sur la rive gauche de la rivière Oreille qui se déverse dans le lac Chibougamau. À partir de cet  embouchure, le courant traverse cette baie vers le sud, emprunte le passage McKenzie qui est enjambé par un pont routier, avant le traverser vers le sud-ouest le lac Chibougamau en contournant l'île du Portage qui borne au nord-est le lac aux Dorés. Le lac Chibougamau est la source principale de la rivière Chibougamau.
À partir de l'embouchure du lac Chibougamau, le courant traverse le Lac aux Dorés , puis descend généralement vers le sud-ouest (sauf les grands S de la partie supérieure de la rivière) en empruntant la rivière Chibougamau, jusqu'à sa confluence avec la rivière Opawica. À partir de cette confluence, le courant coule généralement vers le sud-ouest par la rivière Waswanipi, jusqu'à la rive est du lac au Goéland. Ce dernier est traversé vers le Nord-Ouest par la rivière Waswanipi qui est un affluent du lac Matagami. Finalement le courant emprunte la rivière Nottaway pour se déverse dans la Baie de Rupert, au Sud de la [[Baie
James]].
L'embouchure de la rivière Blondeau située au nord-est du centre-ville de Chibougamau.

## Toponymie
Le toponyme « rivière Blondeau » a été officialisé le 5 décembre 1968 à la Commission de toponymie du Québec, soit à la fondation de cette commission.